# Багрич Микола Ілліч
Багрич Микола Ілліч (нар. 19 листопада 1920, с. Макаровка, Богодухівський р-н, Харківська обл. ― пом. 4 листопада 1994, смт Прудянка Дергачівський р-н, Харківська обл.) — український бібліограф. Заступник директора Книжкової палати України, очільник Державного архіву друку.

## Біографія
У 1941 році закінчив Харківський державний бібліотечний інститут. Учасник Другої світової війни, мав бойові нагороди. Військове звання: капітан ІІІ рангу. Служив у військовій частині: 280 бригади протиповітряної оборони, 2-му зенітному артилерійському полку, Тихоокеанського флоту. 
Після демобілізації працював у Книжковій палаті УРСР у Харкові, проводив науково-бібліографічну роботу, очолював наукову роботу Державного архіву друку. 
Член КПРС з 1945 року. 
Автор і співавтор кількох ґрунтовних бібліографічних видань з питань культури й літератури: «Періодичні видання УРСР. 1918–1950: Журнали» (Харків, 1956), «Видавнича справа, поліграфія та книготоргівля на Україні (1917–1963)» (Харків, 1964), «Українська радянська культура за 40 років (1917–1957)» (Харків, 1957–1960). 
Опублікував бібліографію видань творів Тараса Шевченка, що вийшли протягом 1917—1963 в СРСР. Йому належить ряд статей про поширення творів Шевченка та інших письменників. Укладач бібліографічних покажчиків, присвячених Т. Шевченку, І. Франку, В. Сосюрі.

## Нагороди
- Орден Червоної Зірки (2)
- Орден Вітчизняної війни II ступеня
- Медаль «За перемогу над Японією» (2)
- Медаль «За перемогу над Німеччиною у Великій Вітчизняній війні 1941–1945 рр.»

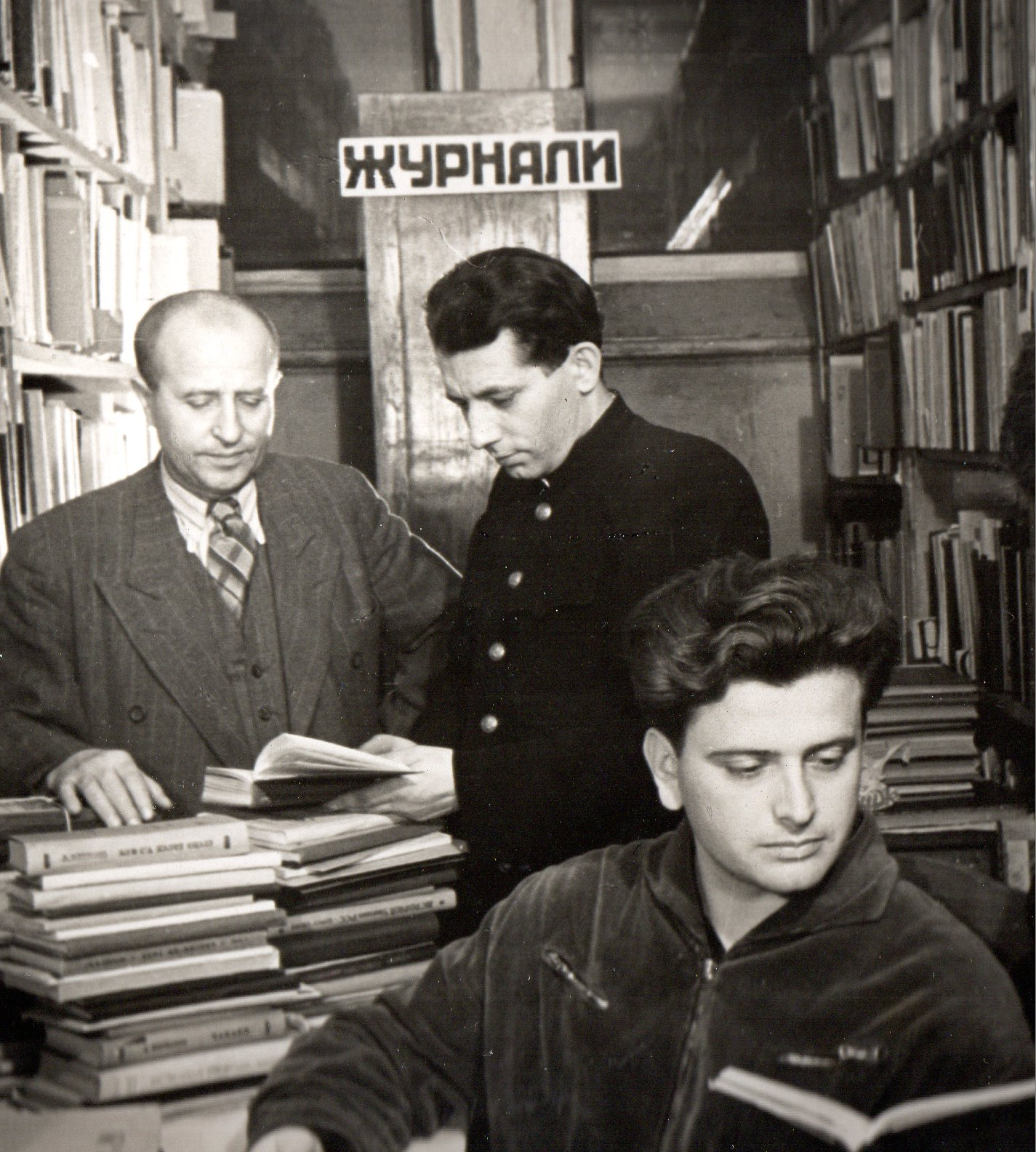
на праці у книжковій палаті

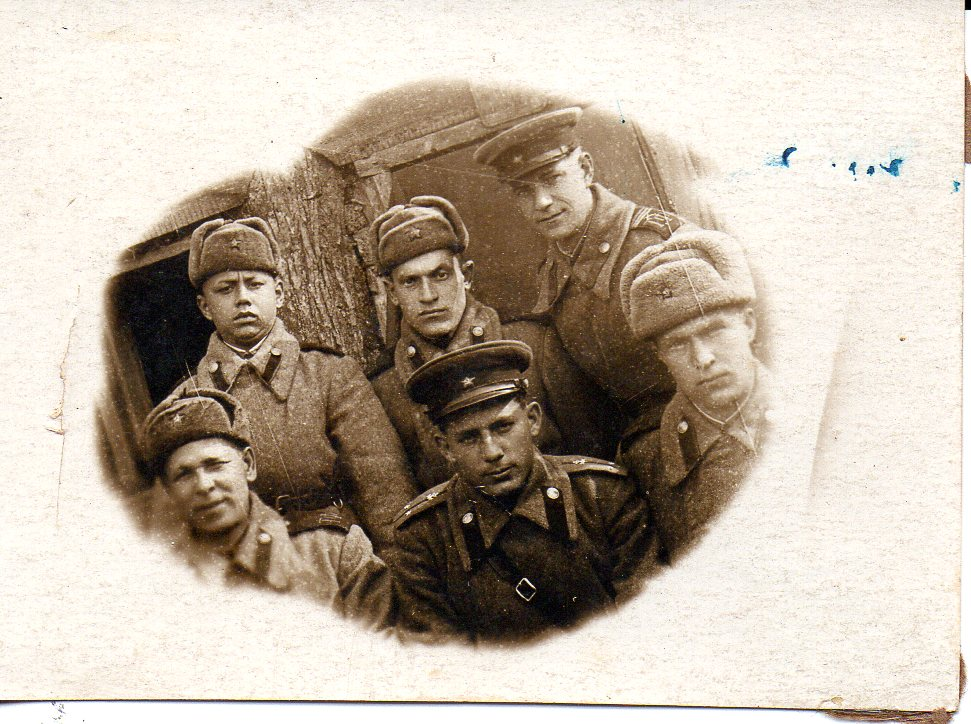
військовий шлях

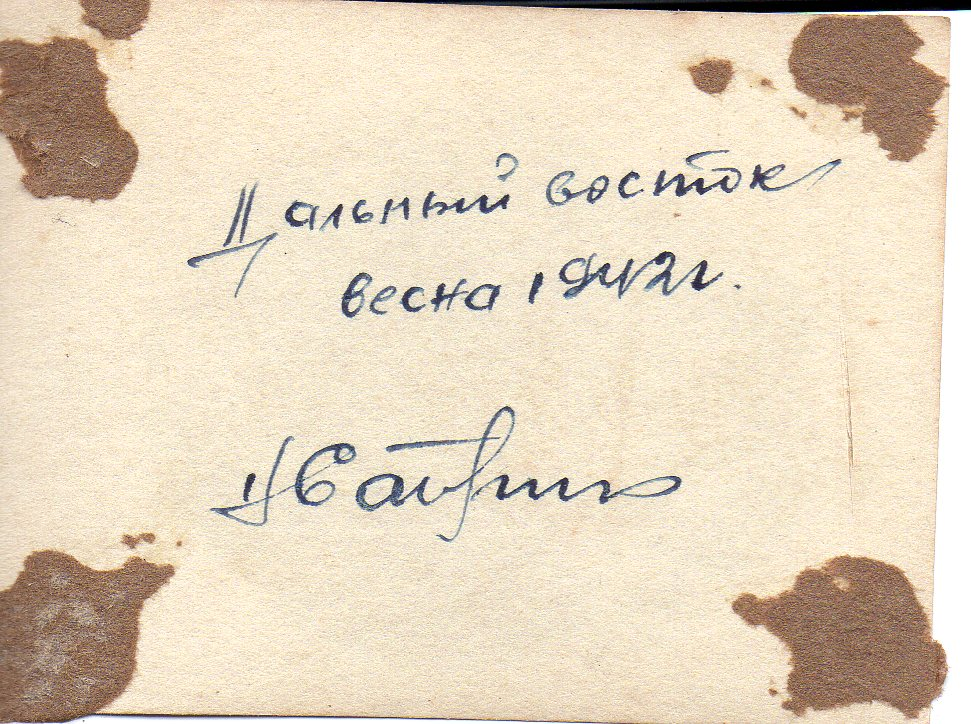
інша сторона фотокартки

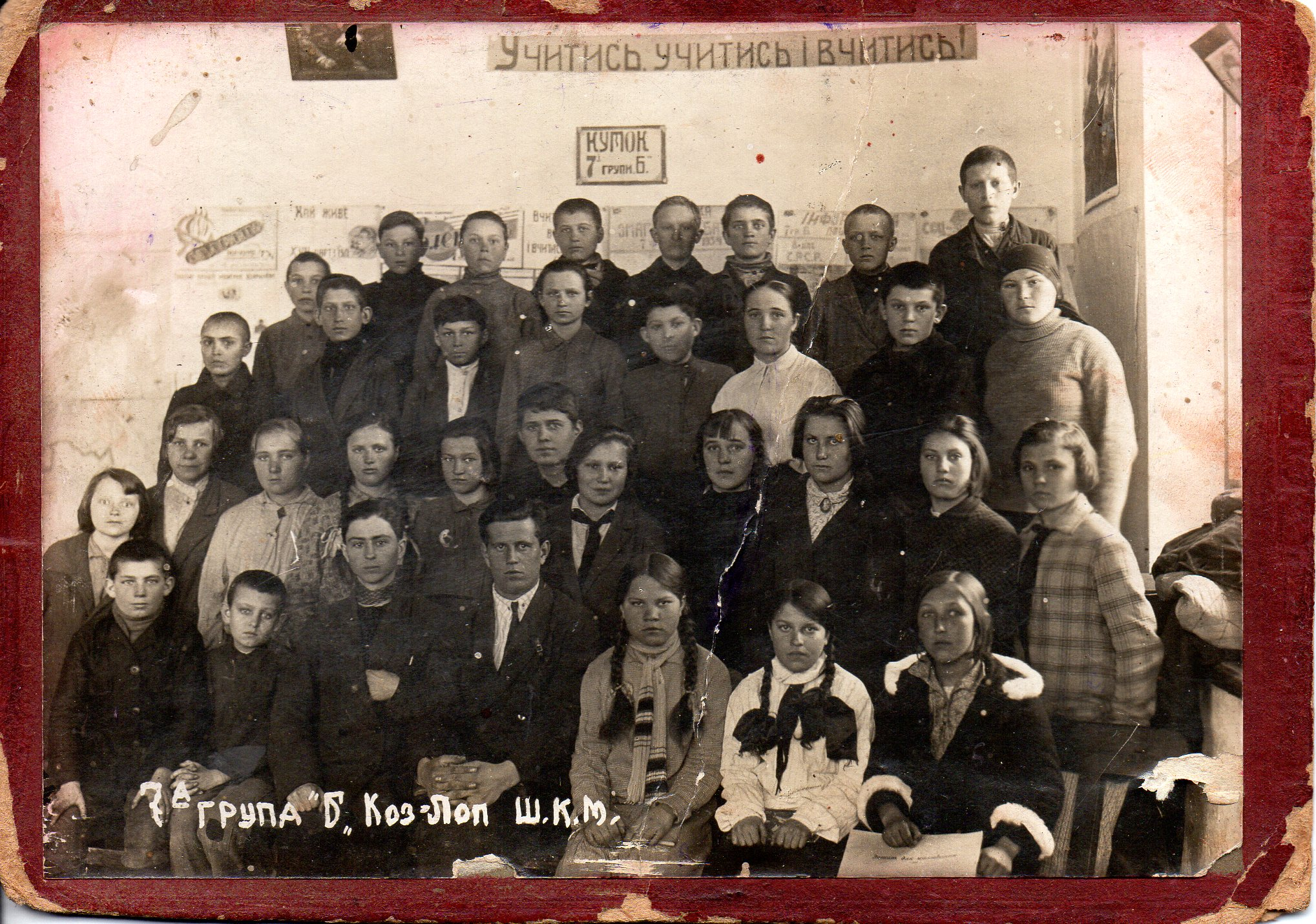
8 клас Козачолопанської школи

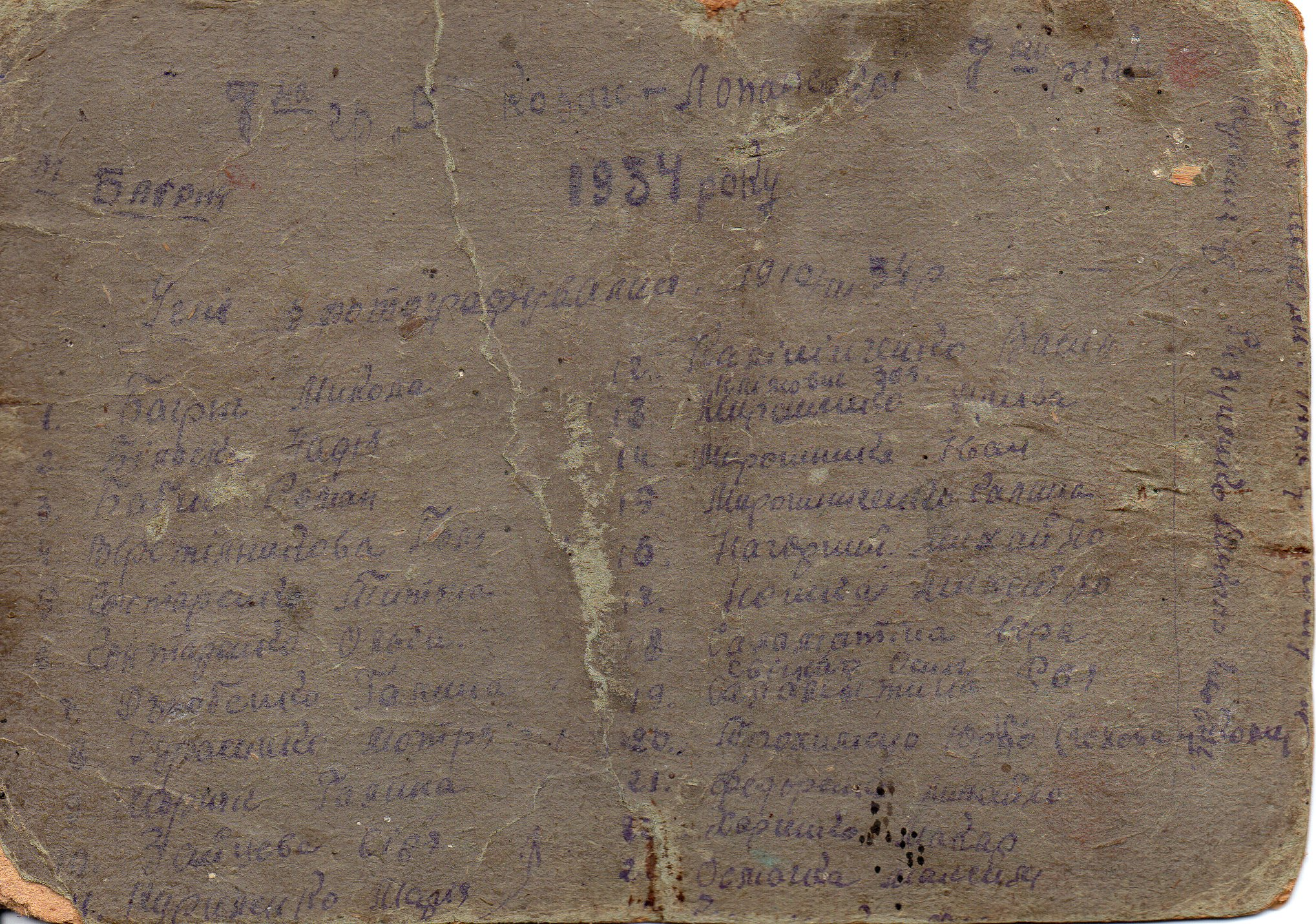
перелік учнів на фото

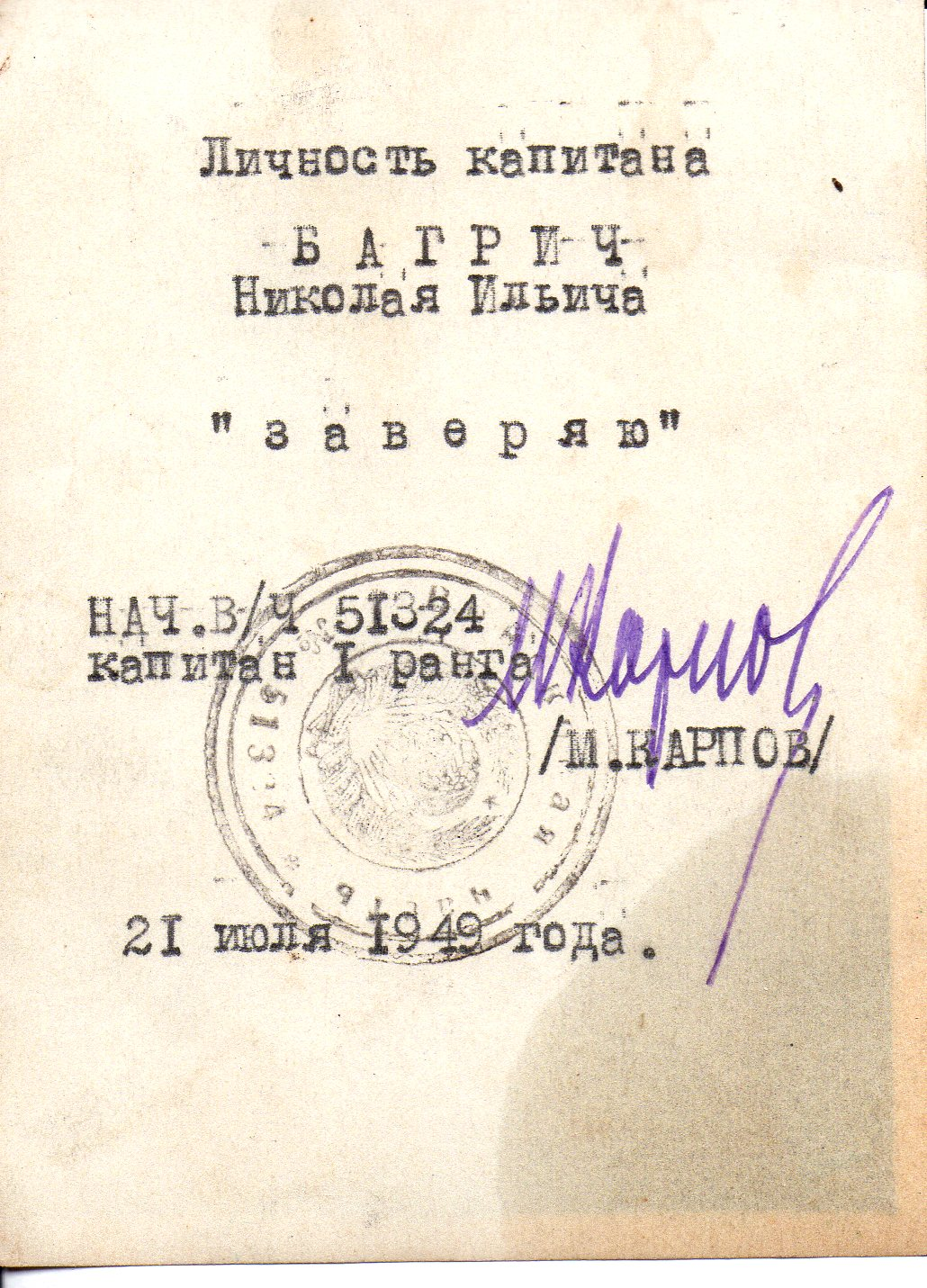
посвідчення

- Медаль «За бойові заслуги».

## Основні праці
- Т. Г. Шевченко : бібліогр. покажч. (1917–1963) / Держ. ком. Ради міністрів УРСР по пресі, Кн. палата УРСР; уклад. М. І. Багрич; редкол.: Е. П. Кирилюк, Ю. О. Меженко, Ф. К. Сарана. Харків : Ред.-вид. від. Кн. палати УРСР, 1964. 155 с.
- Періодичні видання УРСР. 1918–1950 : Журнали : бібліогр. довід. / М-во культури УРСР, Кн. палата УРСР ; уклад. : М. І. Багрич, Д. Х. Мазус; відп. ред. Г. О. Кравченко. Харків : Вид-во Кн. палати УРСР, 1956. 464 с.
- Видавнича справа, поліграфія та книготоргівля на Україні (1917–1963) : бібліогр. покажч. / склали : М. І. Багрич, Ф. С. Бусель, О. О. Майборода та ін. ; Рада міністрів УРСР, Держ. комітет по пресі, Кн. палата УРСР. Харків : Ред.-вид. від. Кн. палати УРСР, 1964. 150 с.
- Українська радянська культура за 40 років (1917‒1957) : бібліогр. покажч. літ. / уклад. : М. І. Багрич, М. Р. Зайчик, Л. П. Ліненко, О. О. Майборода, І. М. Черепаха; редкол. : О. І. Євсєєв, Г. О. Кравченко, Г. А. Мірошниченко; Кн. палата УРСР, Харків. держ. наук. б-ка ім. В. Г. Короленка. Вип. 1–2. Харків, 1957–1960.
- Багрич М. Література про життя і творчість І. Я. Франка : бібліографія творів, опубл. до 100-річчя з дня народження в 1956 р. // Вінок Івану Франкові. Київ, 1957. С. 591–622.
- Володимир Сосюра : бібліогр. покажч. / уклали : М. І. Багрич, В. М. Скачков ; ред. О. С. Стеч. Харків : Ред.-вид. від. Кн. палати УРСР, 1966. 180 с.
- Багрич М. І. Державна реєстрація друку // Державна бібліографія на Україні (1922–1962) : зб. ст. Вип.1. Харків,1962. С. 31–42.
- Багрич М. І. Михайло Абрамович Годкевич // Бібліотекознавство та бібліогр. 1971. Вип. 11. С. 158‒160.
- Багрич Н. И. М. А. Годкевич: (К 75-летию со дня рождения) // Совет. библиогр. 1971. №4. С. 59–60.
- Багрич М. І. Михайло Годкевич (До 100-річчя з дня народження) // Вісн. Кн. палати. 1996. № 6. С. 29–30. [Передрук статті зі зб. «Бібліотекознавство та бібліографія». 1971. Вип. 11].
- Багрич М. І. Ще одне свідчення любові // Червоний прапор. [Харків], 1964. 31 трав. [Твори Т. Г. Шевченка у фондах архіву друку Книжкової палати УРСР].
- Багрич М. І. Видання творів Петра Панча (до 75 річчя від дня народження) :[огляд] // Державна бібліографія на Україні : зб. ст. Вип. 2. Харків, 1965. С. 95–110.
- Книги видавництв України за 1960 рік (Список випущеної літератури) / Книжкова палата УРСР; ред. М. І. Багрич; складачі : Т. І. Лещинська, А. Г. Кашнікова та ін. Харків : Вид-во Кн. палати УРСР, 1961. 616 с.
- Книги видавництв України за 1962 рік / Книжкова палата УРСР; ред. М. І. Багрич; складачі : В. М. Абрамова, Г. І. Данилевська, А. Г. Кашнікова та ін. Харків : Вид-во Кн. палати УРСР, 1963. 596 с.
- Книги видавництв України за 1963 рік (Список випущеної літератури) / ред. М. І. Багрич; складачі : А. С. Кліщов, М. В. Куценко, Ю. Б. Медведєв та ін. Харків : РВВ Кн. палати УРСР, 1964. 672 с.
- Книги видавництв України за 1968 рік / Книжкова палата УРСР; складачі : М. І. Багрич, М. І. Брезгунова, Р. Г. Кузьменко та ін. Харків : РВВ Кн. палати УРСР, 1969. 652с.
- Книги видавництв України : список випущ. літ. за 1972 р. / Книжкова палата УРСР; укладачі : М. І. Багрич, В. Ф. Дев’яткіна, В. В. Дремлюга та ін. Харків, 674 с.